# غابرييل هيرنانديز
غابرييل هيرنانديز (بالإنجليزية: Gabriel Hernández) (13 يوليو 1973 – 24 يونيو 2001) هو ملاكم دومينيكي راحل، مثّل بلاده في الألعاب الأولمبية الصيفية 1996.

## روابط خارجية
غابرييل هيرنانديز على موقع بوكس ريك (الإنجليزية) (registration required)
- غابرييل هيرنانديز على موقع أوليمبيديا (الإنجليزية)